# Twineham
Twineham är en ort och civil parish i Storbritannien.   Den ligger i grevskapet West Sussex och riksdelen England, i den södra delen av landet, 60 km söder om huvudstaden London. Twineham ligger 14 meter över havet och antalet invånare är 271.
Terrängen runt Twineham är huvudsakligen platt, men söderut är den kuperad. Runt Twineham är det tätbefolkat, med 383 invånare per kvadratkilometer. Närmaste större samhälle är Brighton, 16,1 km söder om Twineham. Trakten runt Twineham består i huvudsak av gräsmarker.